# Thaon
Thaon – miejscowość i gmina we Francji, w regionie Normandia, w departamencie Calvados.
Według danych na rok 1990 gminę zamieszkiwały 1153 osoby, a gęstość zaludnienia wynosiła 139 osób/km² (wśród 1815 gmin Dolnej Normandii Thaon plasuje się na 199. miejscu pod względem liczby ludności, natomiast pod względem powierzchni na miejscu 628.).